# Женоподобие

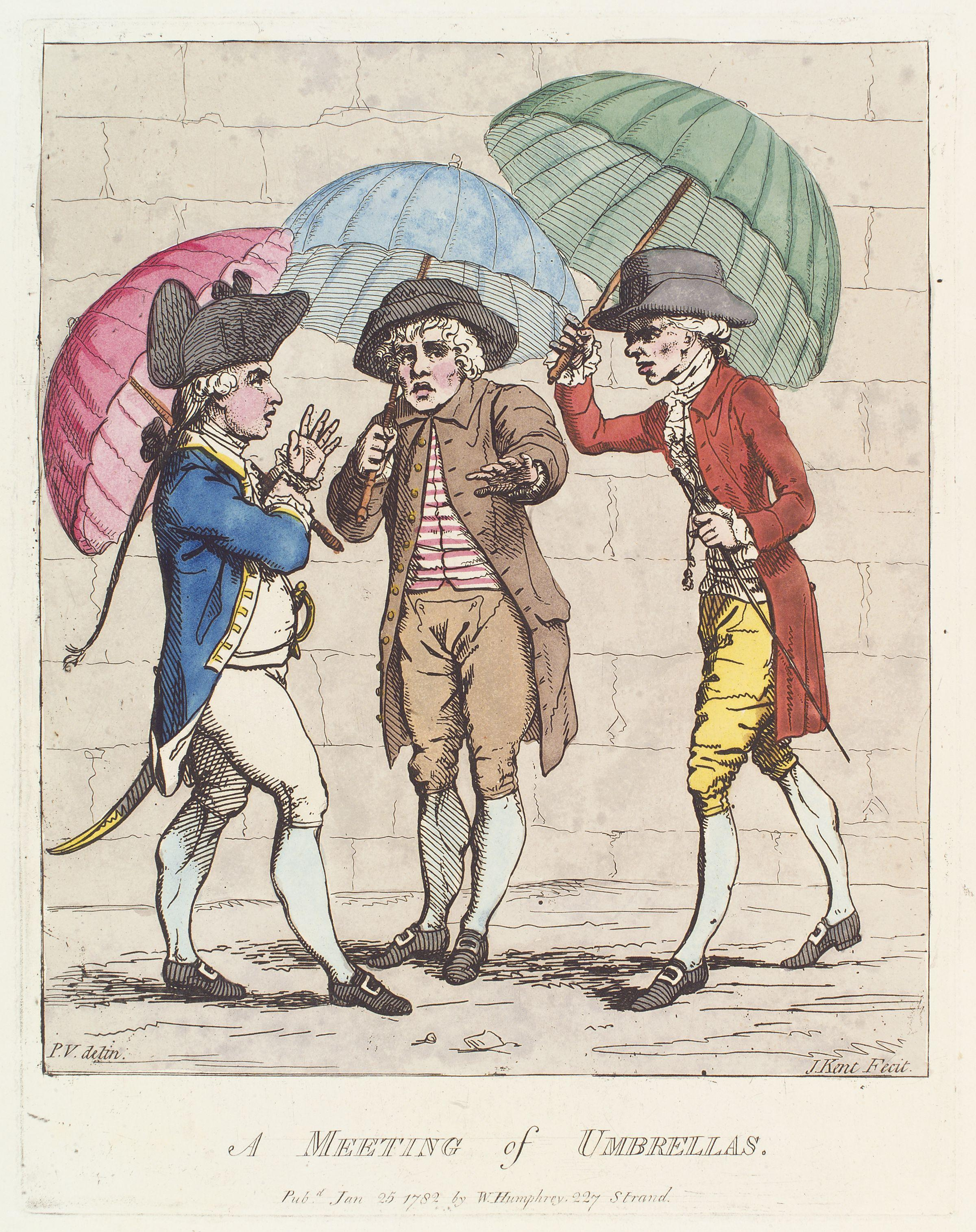
В XVIII веке взрослый мужчина с зонтом считался в Англии женоподобным щёголем

Женоподобие (также эффеминация, мужская фемининность) — это проявление признаков у мальчика или мужчины, которые чаще всего ассоциируется с женственным характером, поведением, манерами, стилем или гендерными ролями, а не принятыми для мужчин.
Традиционно «женоподобие» в западной традиции относилось к сложному пересечению социальной (или общественной) и сексуальной идентичности, как правило, связанных с женщинами. Древние греки, например, характеризовали целые общества как женоподобные (малакия), если их политическая культура основывалась на отношениях «раб — господин». Это касалось именно формы сексуальных взаимоотношений, а не гомосексуальных отношений как таковых (которые были не редкостью среди греков).
Что касается ислама, то, как утверждается, пророк Мухаммад осуждал мужчин, которые стараются походить на женщин (равно как и женщин, старающихся походить на мужчин). Имам Абу Давуд передаёт: «Как-то раз к Посланнику Аллаха [Мухаммаду] привели женоподобного мужчину, у которого были накрашены хной руки и ноги. Посланник Аллаха спросил: «Для чего это?», сподвижники ответили: «Этим он пытается уподобиться женщинам» и Посланник Аллаха велел выслать его подальше от Медины». Одни мусульманские богословы считают, что подобное поведение однозначно запрещено (харам), другие — что это лишь нежелательно (макрух),. 